# Wojna rodezyjska

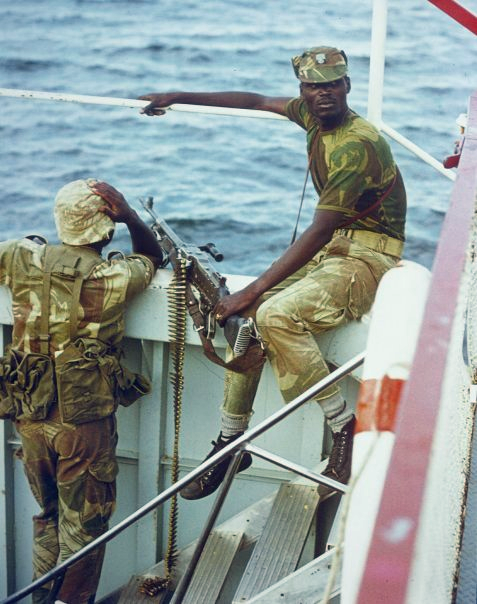
Żołnierze Rhodesian African Rifles na jeziorze Kariba

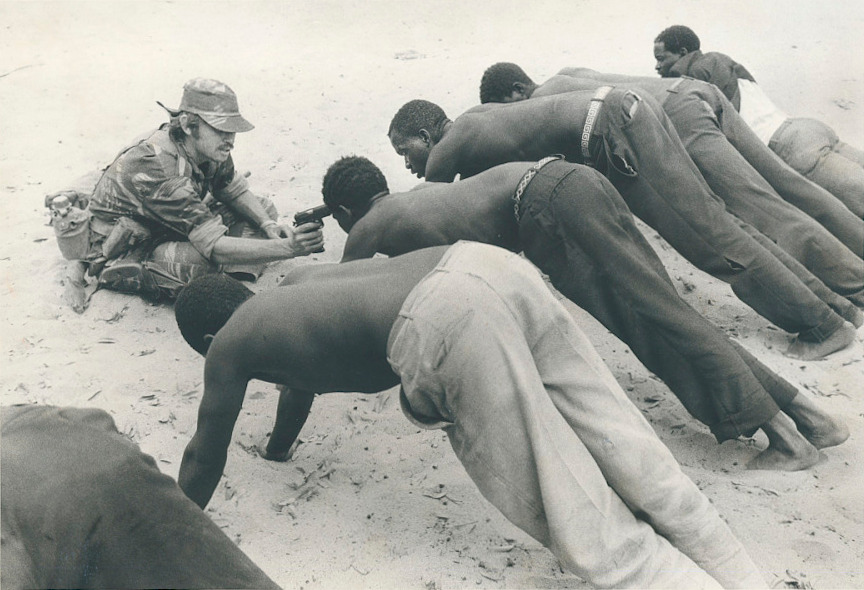
Rodezyjski żołnierz przesłuchujący mieszkańców wioski przy granicy z Botswaną

Wojna rodezyjska (ang. Rhodesian Bush War, szona Druga Chimurenga) – wojna domowa toczona od lipca 1964 do grudnia 1979 roku w nieuznawanym przez społeczność międzynarodową państwie o nazwie Rodezja (później Zimbabwe-Rodezja). Kraj ten – dzisiejsze Zimbabwe – kilkakrotnie zmieniał nazwę. Rząd Rodezji Południowej zapowiedział w październiku 1964 roku, gdy Rodezja Północna stała się Zambią, że przyjmuje krótszą nazwę Rodezja, ale Wielka Brytania odmówiła uznania tej decyzji twierdząc, że zmiana nazwy kraju wykracza poza uprawnienia władz kolonii. Rząd kolonii mimo to używał skróconej nazwy, ogłaszając niepodległość jako Rodezja i używając tej nazwy aż do przekształcenia w Zimbabwe-Rodezję w czerwcu 1979 roku.
W konflikt zaangażowane były trzy zwalczające się wzajemnie siły: wojsko i policja rządu Rodezji kierowanego przez premiera Iana Smitha (później był to rząd zimbabweńsko-rodezyjski biskupa Abela Muzorewy), Afrykańska Armia Wyzwolenia Narodowego Zimbabwe (ZANLA) – zbrojne ramię Afrykańskiego Narodowego Związku Zimbabwe (ZANU) Roberta Mugabe oraz partyzanckie oddziały Niezależnej Ludowej Rewolucyjnej Armii Zimbabwe (ZIPRA) związane z kierowanym przez Joshuę Nkomo Afrykańskim Ludowym Związkiem Zimbabwe (ZAPU).

## Geneza
Kolonizacja Rodezji przez białych osadników miała miejsce pod koniec XIX wieku. Kolonizacja już wówczas spotkała się ze sprzeciwem ludności afrykańskiej. W 1960 roku brytyjski premier Harold Macmillan obiecał nadanie niepodległości krajom Afryki oraz zagwarantował, że rządy w nich obejmie czarna większość. Pomimo to wśród białej ludności rodezyjskiej narastały obawy związane z nieuchronnym oddaniem rządów czarnej większości, stały się one szczególnie mocno widoczne w czasach kryzysu kongijskiego. Biali działacze rodezyjscy w dniu 11 listopada 1965 roku ogłosili jednostronną niepodległość, która nigdy nie uzyskała formalnego uznania żadnego z państw na świecie, jednakże cieszyła się nieoficjalnym poparciem RPA rządzonego przez białą mniejszość oraz Portugalii, która posiadała wówczas jako własną kolonię Mozambik (sąsiadujący z Rodezją). Nowy rząd białej mniejszości oficjalnie nadał prawa wyborcze wszystkim bez względu na rasę jednakże skutecznie i celowo wyeliminował zdecydowaną większość czarnych z głosowania poprzez wprowadzenie cenzusu majątkowego. Rasistowska polityka rządu połączona z wielkimi nierównościami ekonomicznymi między białymi i czarnymi (biali posiadali większość żyznej ziemi, podczas gdy czarni poprzez przymusowe eksmisje zostali usunięci ze swoich terenów) doprowadziła do sporu między ludnością czarną a rządem.

## Przebieg
Wkrótce po utworzeniu Rodezji pojawiły się dwie organizacje narodowowyzwoleńcze: Afrykański Ludowy Związek Zimbabwe (ZAPU) i Afrykański Narodowy Związek Zimbabwe (ZANU). Druga z organizacji powstała w wyniku rozłamu ZAPU w sierpniu 1963 roku. Rozłam spowodowany był różnicami w podejściu do taktyki, odmiennym składem etnicznym, a także sporem między liderami ruchu. ZANU i jej zbrojne skrzydło Afrykańska Armia Wyzwolenia Narodowego Zimbabwe kierowane było początkowo przez duchownego protestanckiego Ndabaningi Sithole, a następnie przez Roberta Mugabe. ZANU składała się głównie z ludności z plemion Szona. ZAPU i jej zbrojne skrzydło Niezależnej Ludowej Rewolucyjnej Armii Zimbabwe z kolei składało się głównie z grup etnicznych Ndebele, a na czele grupy stał Joshua Nkomo. W okresie zimnej wojny Chiny wsparły oddziały ZANU, ZSRR natomiast wsparł ZAPU. ZANU uzyskała też wsparcie wielu państw Afryki – do kwietnia 1979 roku, 12 tysięcy partyzantów tej grupy zostało przeszkolonych w Tanzanii, Libii i Etiopii, grupa też posiadała własne bazy na terenie Mozambiku, gdzie korzystała z gościnności FRELIMO. ZAPU organizowała z kolei swoje bazy na terenie Zambii. Każda z grup rebelianckich toczyła osobną wojnę z siłami bezpieczeństwa, a niekiedy obie grupy walczyły między sobą. W 1976 roku, ZANU i ZAPU rozpoczęły współpracę na forum utworzonego Patriotycznego Frontu Zimbabwe. Rząd Rodezji wsparty został przez RPA. Wojna rodezyjska wpłynęła na szereg konfliktów w kilku krajach sąsiednich – wojnę o niepodległość Angoli, angolską wojnę domową, wojnę o niepodległość Mozambiku i mozambicką wojnę domową. W 1976 i 1977 do niepodległego już Mozambiku kilkukrotnie wkroczyła armia rodezyjska, która przeprowadziła na terenie kraju akcje militarne, skierowane przeciwko Afrykańskiej Armii Narodowego Wyzwolenia Zimbabwe, stacjonującej w Mozambiku.
Gospodarka kraju zaczęła cierpieć coraz bardziej ze względu na zwiększające się wydatki na siły pacyfikacyjne. Wraz z narastającym zagrożeniem napadami partyzantów na białych farmerów rosła liczba osób emigrujących z Rodezji. Wojna i spowodowane przez nią tzw. „wewnętrzne porozumienie”, podpisane w roku 1978 przez Smitha i Muzorewę, doprowadziły w czerwcu 1979 roku do zagwarantowania równych praw wyborczych dla wszystkich, a tym samym do zakończenia w Rodezji kolonialnych rządów białej mniejszości, nazwę kraju zmieniono zaś na Zimbabwe-Rodezja z większościowym rządem czarnych obywateli. Zmiany te nie zostały jednak uznane na arenie międzynarodowej, co oznaczało kontynuację walk (Smith decyzję mocarstw określił mianem „wielkiej zdrady”). W grudniu 1979 roku w Londynie toczyły się negocjacje pomiędzy rządem Zimbabwe-Rodezji, władzami brytyjskimi oraz reprezentowanym przez Mugabe i Nkomo Zjednoczonym Frontem Patriotycznym (PF), a w ich wyniku podpisane zostało porozumienie w Lancaster House. Kraj wrócił przejściowo pod panowanie brytyjskie, a w marcu 1980 roku odbyły się kontrolowane przez Wielką Brytanię i kraje Wspólnoty wybory powszechne. Zwycięstwo odniósł ZANU i 18 kwietnia Mugabe pierwszym premierem Zimbabwe. Tego samego dnia kraj został uznany za niepodległe państwo przez społeczność międzynarodową.
Według danych rządu Rodezji w czasie wojny śmierć poniosło ponad 20 000 osób. Między grudniem 1972 a grudniem 1979 roku zginęło 1361 żołnierzy sił rodezyjskich i około 10450 partyzantów zabitych na terenie Rodezji (liczba zabitych na terytorium Mozambiku i Zambii nigdy nie została ujawniona). Zginęło także 468 białych i 7790 czarnych cywilów.